# Жак, Кристела
Кристела Жак (родилась в 1990-х годах в городе Петьонвиль Гаити) гаитянская модель, победительница конкурса красоты Мисс Вселенная Гаити 2012. В этом конкурсе она победила 20 соперниц и получила корону Мисс Вселенная Гаити. После конкурса она представила свою страну на конкурсе Мисс Вселенная 2012 в Лас-Вегасе, штат Невада, США. Кристела Жак не вошла в топ-20 на конкурсе.